# Поетин
Поетин (укр. Поетин) — село в Прилукском районе Черниговской области Украины на реке Лысогор. Население 15 человек. Занимает площадь 0,12 км².
Код КОАТУУ: 7425186003. Почтовый индекс: 17302. Телефонный код: +380 4639.

## Власть
Орган местного самоуправления — Сребнянская поселковая община.